# Liste maltesisch-portugiesischer Städte- und Gemeindepartnerschaften
Diese Liste maltesisch-portugiesischer Städte- und Gemeindepartnerschaften führt die Städte- und Gemeindefreundschaften zwischen den Ländern Malta und Portugal auf.
Seit dem EU-Beitritt Maltas 2004 gingen Kommunen beider Länder bislang drei Partnerschaften ein (Stand 2011).

## Liste der Städtepartnerschaften und -freundschaften
| Maltesischer Ort | Portugiesischer Ort | Seit | Anmerkung                                           |
| ---------------- | ------------------- | ---- | --------------------------------------------------- |
| Marsaskala       | Sesimbra            | 2009 | im Rahmen der Douzelage                             |
| Nadur            | Samuel              | 2004 | im Rahmen der European Charter – Villages of Europe |
| Żabbar           | Póvoa de Varzim     | 2009 |                                                     |